# Accademia ecclesiastica di Superga
L'Accademia ecclesiastica di Superga era un centro superiore di studi teologici e canonici di Torino, ospitato presso la basilica di Superga.

## Organizzazione
L'Accademia era retta da un protettore che proponeva al re la nomina di due professori, di cui uno preside e l'altro vicepreside, e di quindici membri laureati in teologia o in giurisprudenza all'Università di Torino, distinti per ingegno e qualità morali, una dispensa regia poteva supplire alla laurea, ma in questo caso l'interessato doveva promettere di conseguirla.
I membri dell'Accademia erano destinati alla carriera accademica e agli alti gradi della gerarchia ecclesiastica. Visto lo stretto controllo dell'autorità regia sulla formazione dei giovani, l'Accademia tendeva a fornire una gerarchia vicina agli interessi politici sabaudi.

## Storia
Fu istituita il 26 agosto 1730 da Vittorio Amedeo II con il nome di Regia Congregazione della Madonna di Superga. La politica ecclesiastica di Vittorio Amedeo II era tutta intesa ad evitare i conflitti e le controversie che potessero essere di detrimento alla tranquillità dello Stato, cercò di arginare il giansenismo senza proibirlo, in quanto non diede diffusione alla bolla Unigenitus di papa Innocenzo XI che lo condannava.
La Regia Congregazione fu soppressa nel periodo napoleonico e ripristinata dal re Carlo Alberto nel 1833 con il nome di Accademia ecclesiastica di Superga. Il regio decreto del 21 dicembre 1850 affidò al ministero di Grazia, Giustizia e Affari Ecclesiastici l'«alta sorveglianza sull'amministrazione dei fondi destinati all'accademia di Superga». Fu soppressa definitivamente il 29 maggio 1855 con le leggi Siccardi.
Fra gli allievi più celebri ebbe Antonio Martini e Giacomo Margotti.